# Non-Stop (együttes)
A Non-Stop együttes 1964-ben alakult Budapesten, az 1969-es Táncdalfesztiválon az Egyszer volt című dallal vált ismertté.

## Tagok
- Tusai Péter - ének,gitár, 1973
- Turai Tamás – ének 1971, 1973
- Victor Máté – ének, fuvola, billentyűsök, dalszerző
- Somló Tamás  – ének, szaxofon 1972
- Köves Miklós – dob
- Vágó Pál, Závodi János – gitár
- Zádor István – billentyűsök, dalszerző
- Benkő Róbert - basszus
- Huszár Erika, Fodor Ákos, Kántor István – dalszövegek

## Lemezeik

### Kislemezek
- Egyszer volt, hol nem volt (másik oldal: Bergendy: Te vagy a lexebb) (Qualiton SP 609, 1969)
- Van lány még / Tudja meg a papád (Qualiton, 1970)
- Hét bolond / Késett a szó (ének: Turai Tamás) (Pepita SP 867, 1971)
- Lélegző, furcsa hajnalon (Victor/Huszár, '71 Táncdalfesztivál - 2. hely, ének: Turai Tamás) (Pepita SP 868, 1971)
- Ő volt a kedvesem / Tréfás kedvű Jack (ének: Turai Tamás / Victor Máté) (Pepita SP 878, 1971)
- Szép Margit / Szelíd tüzek (ének: Somló Tamás) (Pepita SP 927, 1972)
- Mégis szép az élet / Ne haragudj kedvesem, ma szomorú leszek (ének : Somló Tamás) (Pepita SP 940, 1972)
- Fekete csend / Vad viharban élek (ének: Somló Tamás) (Pepita SP 967, 1972)
- Ó, micsoda éjjel (másik oldal: Corvina: Egy viharos éjszakán) (Pepita SP 70015, 1972 - '72 Táncdalfesztivál)

### CD
- Üvegcserepek - Antológia 1969-1972 (1999).